# Léon Goossens
Léon Jean Goossens (Liverpool, 12 juni 1897 - 13 februari 1988) was een Brits hoboïst.
Goossens studeerde aan de Royal College of Music. Zijn vader was de violist en dirigent Eugène Goossens, zijn broer de dirigent en componist Eugène Aynsley Goossens en zijn zusters de harpistes Marie en Sidonie Goossens.
Tijdens het begin en midden van de 20e eeuw, was hij de meest vooraanstaande hoboïst ter wereld. Hij werd lid van het Queen's Hall Orchestra geleid door Henry Wood toen hij 15 was en werd later (in 1932) aangenomen door Thomas Beecham voor het nieuw opgerichte London Philharmonic Orchestra. Daarnaast had hij een carrière als solist en in de kamermuziek. Hij werd vermaard wegens zijn klank, die door geen andere hoboïst werd geëvenaard. In het verleden werden hoboïsten ingedeeld in de Franse school (elegant, maar dun en rietachtig van toon) en de Duitse school (vol en rond van klank, maar lomper en met weinig of geen vibrato). Goossens bracht het beste van beide scholen samen.
Goossens liet werken voor zich schrijven van vooraanstaande componisten als Edward Elgar, Ralph Vaughan Williams en Rutland Boughton. Hij werkte samen met andere solisten als Yehudi Menuhin. Tot zijn leerlingen behoren de hoboïsten Evelyn Barbirolli (vrouw van dirigent John Barbirolli) en Joyance Boughton (dochter van componist Rutland Boughton)
In 1950 werd Goossens onderscheiden met een benoeming tot Commandeur in de Orde van het Britse Rijk en in 1962 hij werd Fellow van de Royal College of Music. Van 1914 tot 1972 was hij meer dan dertig keer te bewonderen tijdens de Proms-concerten.

## Werken opgedragen aan Léon Goossens
- Ralph Vaughan Williams: Concert in a mineur voor hobo en strijkorkest
- Rutland Boughton: Concert voor hobo en strijkers nr. 2 in G
- Benjamin Britten: Phantasy Quartet, voor hobo en strijkers
- Eugène Aynsley Goossens: Hoboconcert, op. 45
- Arnold Cooke: Sonate voor hobo en piano
- Arnold Bax: Kwintet voor hobo en strijkers
- Herbert Howells: Hobosonate
- York Bowen: Hobosonate
- Edward Elgar: Soliloquy voor hobo
- Arthur Bliss:  Kwintet voor hobo en strijkers
- Alan Richardson: Franse suite voor hobo en piano
- Thomas Dunhill: Drie stukken voor hobo en piano
- Gordon Jacob; Kwartet voor hobo en strijkers
- Malcolm Arnold: Sonatina voor hobo en piano, op. 28; Concert voor hobo en strijkers, op. 39 en het Hobokwartet op. 61 (1957)

- Biblioteca Nacional de España: XX1293494
- Bibliothèque nationale de France: cb13894609j (data)
- CiNii: DA08982815
- Gemeinsame Normdatei: 108992004
- International Standard Name Identifier: 0000 0001 1442 0274
- Library of Congress Control Number: n81098071
- MusicBrainz: 8c17084f-3942-4a36-bc18-661c6f3f1d27
- Nationale Bibliotheek van Tsjechië: xx0172811
- Nationale bibliotheek van Australië: 35926177
- Nationale Bibliotheek van Israël: 987007443807705171
- Nederlandse Thesaurus van Auteursnamen: 069875472
- Trove: 1148700
- Virtual International Authority File: 37101895
- WorldCat: E39PBJdcyTqBPjQfcDKT68kMT3